# ۲۰۴۷ (میلادی)
۲۰۴۷ (میلادی) ۲۰۴۷مین سال تقویم میلادی است.

## درگذشتگان
‎